# Постчеловек
Постчеловек — гипотетический образ будущего человека, который отказался от привычного человеческого облика в результате внедрения передовых технологий: информатики, биотехнологии, медицины. Активно используется в научной фантастике (киберпанк и нанопанк).

## История
В герметическом учении разрабатывался образ совершенного человека, который постепенно должен был лишиться таких черт, как эмоции, старение и неведение. Подобная трансформация мыслилась как вмешательство Бога в награду за этичное поведение.
С популяризацией понятия эволюции, после публикации Происхождения видов Чарльза Дарвина в 1859 году, пришло понимание, что человек, возможно, не вершина развития живых существ, а промежуточное звено. Ницше так выразил эту мысль: как от обезьяны произошёл человек, так из человека должен произойти сверхчеловек.
Человек эволюционирует значительно медленнее, чем приспосабливает к своим расширяющимся и усложняющимся потребностям окружающую среду при помощи технологии. Однако трактуемое абстрактно-механически отношение человека, понимаемого как животное, и природы сформировало обезличенный образ киборга, измеряемый не только и не столько протезами, искусственной кожей и металлическим каркасом, сколько программируемостью и заменяемостью. Подобная, лишённая социального содержания понятия «человек» проекция киборга получила название «постчеловек». Первоначально термин введён трансгуманистами в 1999 году и воспринимался в западной массовой культуре позитивно.

## Критика
Политолог Фрэнсис Фукуяма предположил, что постчеловеческое общество будет несвободным и конфликтным. Некоторые консервативно настроенные футурологи считают, что приход постчеловека окончательно подорвет семейные отношения, половую дифференциацию.